# Stachylina nana
Stachylina nana är en svampart som beskrevs av Lichtw. 1984. Stachylina nana ingår i släktet Stachylina och familjen Harpellaceae.   Inga underarter finns listade i Catalogue of Life.